# Клара Седеньо Тельо
Клара Седеньо Тельо (ісп. Clara Cedeño Tello; 12 серпня 1906 – 11 січня 2020) — панамська довгожителька, вік якої підтверджено Групою геронтологічних досліджень (GRG) та Групою LongeviQuest (LQ). 6 червня 2017 року після смерті 113-річної Б’єнвеніди Вергари Хаен де Кано, вона стала найстарішою живою людиною в Панамі. Наразі вона є коли небудь найстарішою людиною в Панамі. Померла у віці 113 років, 152 дні.

## Біографія
Клара Седеньо Тельо народилася 12 серпня 1906 року в Льяно-Боніто, провінція Еррера, Панама. У неї було двоє старших братів і сестер.
Седеньо Тельо вийшла заміж за Еліаса Сааведру. У пари не було дітей.
10 вересня 2018 року її вік офіційно був підтверджений GRG, на той час вона ще могла ходити за допомогою ходунків.
У вересні 2019 року у віці 113 років її визнали найстаршим виборцем Панами, яка безперервно голосувала на всіх виборах та консультаціях з 1994 по 2019 рік.
11 січня 2020 року Клара Седеньо Тельо померла у віці 113 років, 152 дні в Читре, провінція Еррера, Панама.